# Actinoscyphia aurelia
Actinoscyphia aurelia is een zeeanemonensoort uit de familie Actinoscyphiidae.
Actinoscyphia aurelia is voor het eerst wetenschappelijk beschreven door Stephenson in 1918.